# 艾迪·尼基迪亞
愛德華·「艾迪」·凱達爾·尼基迪亞（1999年5月20日—），是一名加納裔英格蘭職業足球運動員，現時效力英格兰足球超级联赛球會水晶宫和英格蘭21歲以下足球代表隊，司職前鋒。

## 球會生涯

### 早期生涯
尼基迪亞於英格蘭倫敦出生，早期曾效力車路士的青年軍。2015年，他因身高問題而被車路士 U14青年軍放棄。他其後加入阿森纳的青年軍，並為球會的U23及U18青年軍上陣。2016-17賽季，尼基迪亞於U18的比賽中上陣16場，攻入15球；於U23的比賽中則上陣26場，攻入12球。賽季完結後，領隊把他納入2017-18賽季一線隊季前熱身賽的大軍名單，隨隊前往澳洲和中國。

### 阿仙奴
2017年9月28日，尼基迪亞首次獲列入一線隊名單，於對陣的比賽中先擔任後備。他於第89分鐘後備入替祖·韋洛克，最終球隊以4比2勝出。1個月後，他在英格蘭聯賽盃對陣諾域治的比賽中，再次獲得上陣的機會。他於第85分鐘後備入替，於入替15秒後首次觸球便取得入球，協助球隊扳平比分。其後，他於第96分鐘時接應角球頂入，協助球隊反勝2比1晉級。尼基迪亞成為首位雲加執教後才出生並為阿仙奴入球的球員。有傳他將於2019年冬季轉會窗，被外借至德國甲組足球聯賽球隊奥格斯堡足球俱乐部，但因受傷而留在陣中。
2019年5月12日，尼基迪亞於賽季最後一場對陣般尼的聯賽中上陣，並攻入首個英超入球。5月29日，他於2018–19年歐霸盃決賽沒有上陣，球隊亦屈居亞軍。
於2019-20賽季的季前熱身賽，尼基迪亞隨一隊上陣，於對陣拜仁慕尼黑和佛罗伦萨均有入球，最終於熱身賽中攻入4球。

#### 列斯聯（外借）
2019年8月8日，尼基迪亞於夏季轉會窗最後一天外借加盟英格兰足球冠軍联赛球會列斯聯，為期1季。8月13日，他於英格蘭足球聯賽盃對陣沙福特城時攻入1球，助球隊以3比0獲勝。隨後在主場對陣賓福特的聯賽中，尼基迪亞射入全場唯一的入球。8月27日，尼基迪亞於英格蘭聯賽盃對陣史篤城的比賽中，於法定時間射入1球，互射十二碼時亦射進，但球隊以4比5落敗出局。
2019年9月15日，尼基迪亞於對陣時攻入1球後，領隊形容他為「全能的球員」。他亦表示，尼基迪亞有機會於對陣女王公园巡游者的比賽中，壓過出任正選前鋒，但尼基迪亞於比賽前下腹受傷而需缺陣一個月。12月7日，他於對陣哈德斯菲尔德的比賽中傷癒復出。
12月29日，尼基迪亞首次於聯賽正選上陣，對手為伯明翰，最終球隊以5比4勝出。2020年1月1日，他於客和西布罗姆维奇1比1的比賽中再次正選上陣，球隊亦以得失球差暫居聯賽榜首。

#### 返回阿仙奴
於新年的比賽結束後，尼基迪亞被召回阿仙奴。1月27日，他於英格蘭足總盃第四圈對陣伯恩茅斯的比賽中正選上陣，攻入1球，協助球隊作客以2比1勝出並晉級。於聯賽對陣纽卡斯尔联的比賽中，尼基迪亞正選上陣，於比賽中曾射門擊中門柱，次輪聯賽對陣愛華頓的比賽中，尼基迪亞接應隊友的傳中攻入1球。足總盃第五圈對陣朴茨茅斯的比賽中，尼基迪亞的入球協助球隊作客以2比0勝出。聯賽因2019冠狀病毒病疫情緩和而復賽後，他於客負曼城3比0的比賽中正選上陣，於第67分鐘被入替。6月7日，尼基迪亞於對陣李斯特城的比賽中，領取了職業生涯首面紅牌。
7月18日，列斯聯贏得英格兰足球冠軍联赛冠軍，上陣19次的尼基迪亞符合獲得獎牌的資格，贏得生涯首個球會錦標。兩星期後，他於英格蘭足總盃決賽中，於第82分鐘後備上陣，最終球隊以2比1勝出，尼基迪亞隨隊贏得獎盃。
2020年9月19日，尼基迪亞在對陣西汉姆联的比賽踢進了2020–21賽季的第一個進球，助球隊以2比1勝出。

## 國家隊生涯
2017年3月22日，尼基迪亞在對陣沙特阿拉伯 U19時，首次代表英格蘭 U18上陣。比賽中，他於第57分鐘時攻入1球，協助球隊以2比0勝出。次場對陣卡塔爾 U19的比賽中，他完成了帽子戲法，帶領球隊以4比0大勝。
同年9月1日，尼基迪亞代表英格蘭 U19上陣對陣波蘭 U19的比賽中上演帽子戲法，協助球隊以7比1大勝。11月9日，他在英格蘭 U19對陣法羅群島 U19的比賽中上演「大四喜」，帶領球隊大勝6比0。
2020年9月4日，尼基迪亞首次擔任英格蘭 U21隊長，對手為科索沃 U21，他在比賽中上演帽子戲法，協助球隊以6比0大勝。

## 生涯統計
截至2020年8月1日
| 球會           | 賽季        | 聯賽               | 聯賽 | 聯賽 | 英格蘭足總盃 | 英格蘭足總盃 | 英格蘭聯賽盃 | 英格蘭聯賽盃 | 洲際賽事 | 洲際賽事 | 總計 | 總計 |
| 球會           | 賽季        | 聯賽               | 出場 | 入球 | 出場         | 入球         | 出場         | 入球         | 出場     | 入球     | 出場 | 入球 |
| -------------- | ----------- | ------------------ | ---- | ---- | ------------ | ------------ | ------------ | ------------ | -------- | -------- | ---- | ---- |
| 阿仙奴         | 2017-18賽季 | 英格蘭超級足球聯賽 | 3    | 0    | 1            | 0            | 1            | 2            | 5        | 0        | 10   | 2    |
| 阿仙奴         | 2018-19賽季 | 英格蘭超級足球聯賽 | 5    | 1    | 1            | 0            | 1            | 0            | 2        | 0        | 9    | 1    |
| 阿仙奴         | 2019-20賽季 | 英格蘭超級足球聯賽 | 13   | 2    | 4            | 2            | —            | —            | 0        | 0        | 17   | 4    |
| 阿仙奴         | 總計        | 總計               | 21   | 3    | 6            | 2            | 2            | 2            | 7        | 0        | 36   | 7    |
| 列斯聯（外借） | 2019-20賽季 | 英格兰足球冠軍联赛 | 17   | 3    | 0            | 0            | 2            | 2            | 0        | 0        | 19   | 5    |
| 生涯總計       | 生涯總計    | 生涯總計           | 38   | 6    | 6            | 2            | 4            | 4            | 8        | 1        | 55   | 13   |

1. 1 2  於歐足總歐洲聯賽出場紀錄

## 榮譽

### 球會
列斯聯
- 英格蘭足球冠軍聯賽：2019-20賽季[40]

 阿仙奴
- 英格蘭足總盃冠軍：2019-20賽季[31]
- 英格蘭社區盾冠軍：2020年[41]、2023年[42]

水晶宫
- 英格兰足总杯冠軍：2025

### 國家隊
英格蘭 U21
- 土倫盃國際足球錦標賽：2018年（英语：2018 Toulon Tournament）[43]

## 外部連結
- Soccerway資料庫：艾迪·尼基迪亞
- 尼基迪亞於阿仙奴官方網站上的資料
- 尼基迪亞[]於英格蘭足總官方網站上的資料